# Aglaomelissa duckei
Aglaomelissa duckei är en biart som först beskrevs av Heinrich Friese 1906.  Aglaomelissa duckei ingår i släktet Aglaomelissa och familjen långtungebin. Inga underarter finns listade i Catalogue of Life.